# ميخائيل ويلش
ميخائيل ويلش (بالإنجليزية: Michael Welch)‏ هو لاعب كرة قدم بريطاني في مركز الدفاع، ولد في 11 يناير 1982 في كرو (تشيشير) في المملكة المتحدة. لعب مع ماكليسفيلد تاون ونادي أكرينغتون ستانلي ونادي ألترينتشام ونادي بارنسلي.

## وصلات خارجية
- ميخائيل ويلش على موقع قاعدة بيانات كرة القدم.إي يو (الإنجليزية)
- ميخائيل ويلش على موقع Soccerbase.com (لاعب) (الإنجليزية)